# 和泉市立国府小学校
和泉市立国府小学校（いずみしりつ こくふしょうがっこう）は、大阪府和泉市府中町にある公立小学校。平成20年・21年度男女平等教育モデル校に指定される。

## 年表
- 1873年 - 学校を創設する。和泉郡府中村（町村制施行により国府村）の妙源寺を仮校舎とする。77番小学校と称する。
- 1875年 - 府中小学校と改称する。
- 1896年 - 郡の統廃合に伴い、泉北郡国府尋常小学校と改称する。
- 1933年 - 国府村が合併で和泉町となったことに伴い、和泉町立国府尋常小学校に改称。
- 1941年 - 和泉町立国府国民学校と改称する。
- 1947年 - 学制改革により、和泉町立国府小学校に改称。
- 1956年 - 和泉町が合併で和泉市となったことに伴い、和泉市立国府小学校に改称。
- 1972年 - 学校創立100周年記念式典を行う。
- 1973年 - 小田町・和気町は和気小学校として分離独立する。
- 1994年 - 体力作り研究発表会。（大阪府教育委員会 和泉市教育委員会）
- 2002年 - 創立130周年事業として「和泉バケツリレー」に参加。
- 2003年 - 学校安全研究指定校（独立行政法人日本スポーツ振興センター・大阪府教育委員会）となる。
- 2008年 - 男女平等教育モデル校

## 通学区域
- 和泉市府中町
- 和泉市井ノ口町
- 和泉市肥子町
- 和泉市繁和町
- 和泉市和気町2丁目
- 泉大津市東豊中町（一部）

卒業生は基本的に和泉市立和泉中学校に進学する。

## 交通
- JR西日本阪和線 和泉府中駅 南へ約0.8km。
- 南海バス和泉市役所前 下車すぐ